# Newly-industrialized country

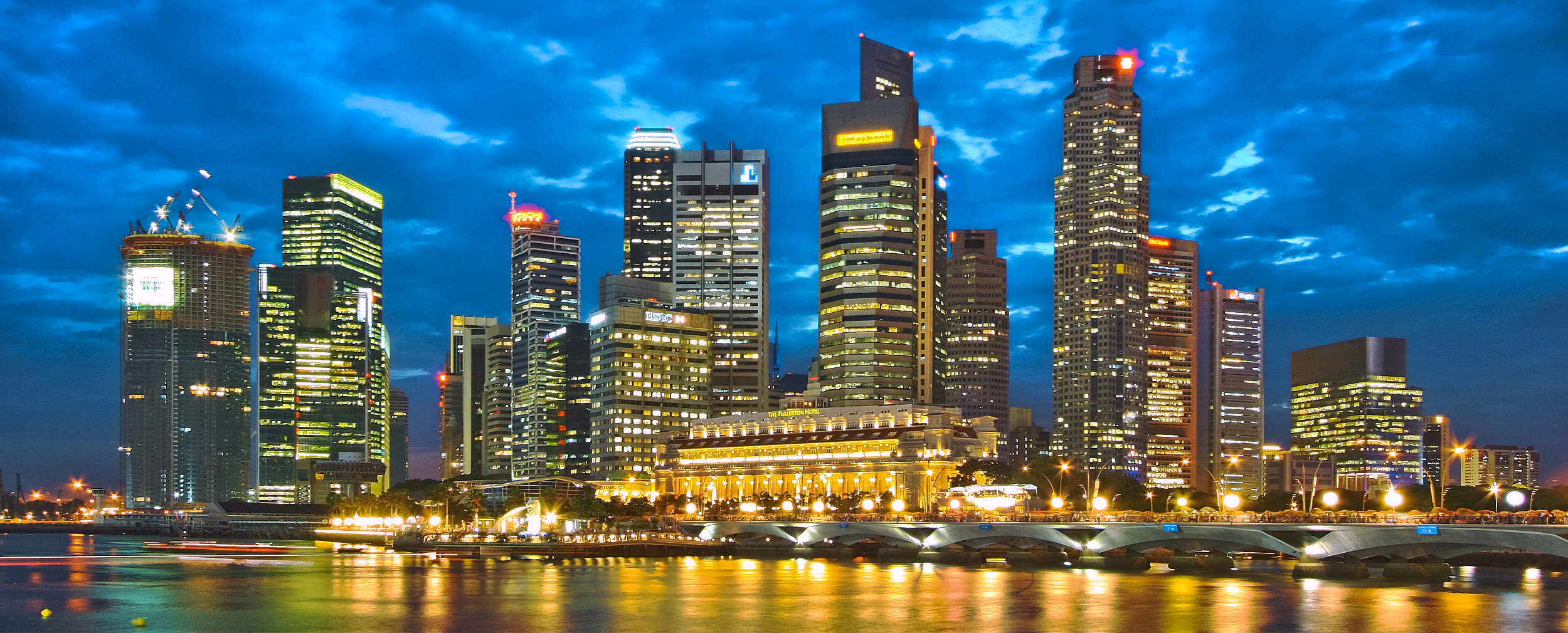
Skyline van Singapore, een NIC.

Met de Newly Industrialized Countries, oftewel NIC's worden landen met een snelgroeiende economie bedoeld. Hieronder vallen Singapore, Thailand, Turkije, China, India, Maleisië, Hongkong, Taiwan, Vietnam, Filipijnen en Indonesië. Ook Mexico wordt tegenwoordig tot de NIC's gerekend. De economische groei bedraagt 8-10% per jaar. Er is sprake van een exportgeleide groei met daarnaast importbeperkingen voor een aantal specifieke producten. Het buitenland investeert fors in deze landen.
De NIC's van de eerste generatie (jaren tachtig) zijn Hong Kong, Taiwan, Singapore en Zuid-Korea, de tweede generatie (jaren negentig) zijn Indonesië, Maleisië en Thailand. Recent zijn daar nog Turkije, China, Vietnam en de Filipijnen bij gekomen.

## Evolutie
De ontwikkeling van de NIC's gebeurt in verschillende fasen.
Voor de eigenlijke ontwikkeling is het land overwegend agrarisch en importeert ze veruit de meeste verbruiksgoederen.
De overheid tracht het land te industrialiseren door de ingevoerde producten zelf te produceren (=importsubstitutie). Dit gebeurt door de laaggeschoolde landbouwers in te zetten als arbeiders. Op deze manier worden een aantal eenvoudige verbruiksgoederen (kleding, ... ) geproduceerd.
In de volgende fase gaat het land niet uitsluitend voor zichzelf produceren, maar zijn goederen ook exporteren. De Westerse landen zijn zeer gretig om deze goedkope producten over te nemen en te investeren in lokale bedrijven. Geleidelijk aan schakelt de economie over van eenvoudige naar metalen producten, zeker in het geval van Japan in de jaren vijftig (bromfietsen, auto's, tankers, ... ). Tegelijkertijd stijgt de scholingsgraad van de werknemers, maar blijft het loon relatief laag.
In een volgende fase, wanneer men kan terugvallen op een betere geschoolde samenleving, gaat men over op de productie van (hoog)technologische producten. De lonen stijgen in deze fase ook.
Ten slotte zal men als volwassen NIC in staat zijn om te investeren in nieuwe NIC's. Japanse bedrijven hebben bijvoorbeeld een deel van hun productie verhuisd naar bijvoorbeeld China en Zuid-Korea.